# Friedhof Slávičie údolie

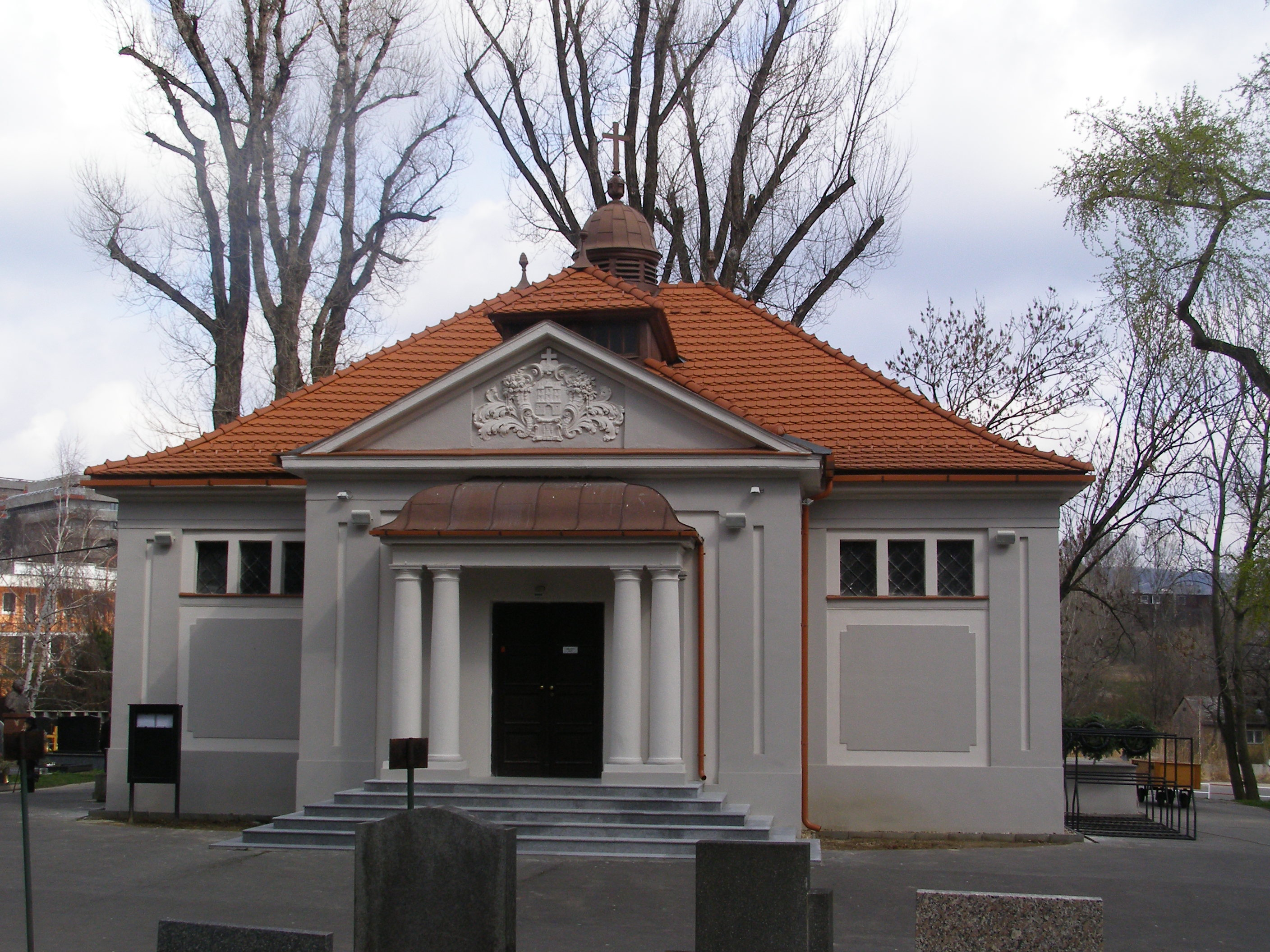
Trauerhalle im Areal des Friedhofs

Der Friedhof Slávičie údolie (slowakisch Cintorín Slávičie údolie, wörtlich „Nachtigall-Tal-Friedhof“) ist ein Friedhof in der slowakischen Hauptstadt Bratislava, im Stadtteil Karlova Ves. Er befindet sich an der Straße Staré grunty, bei den Gebäuden vom Slowakischen Fernsehen und Studentenwohnheimen der Comenius-Universität und Technischen Universität. Die gleichnamige Straße Slávičie údolie liegt schon im Stadtteil Staré Mesto (Altstadt).
Der Friedhof Slávičie údolie wurde im Jahr 1912 gegründet und diente am Anfang für ärmere Schichten der Bevölkerung. Während des Ersten Weltkriegs wurden hier auch Soldaten begraben. Heute ist der 18,5 ha große Friedhof der größte in Bratislava und die letzte Ruhestätte für führende slowakische Künstler, Wissenschaftler, Sportler und Politiker.
Bis heute finden auf dem Friedhof Slávičie údolie Bestattungen statt.

## Liste der beerdigten Persönlichkeiten

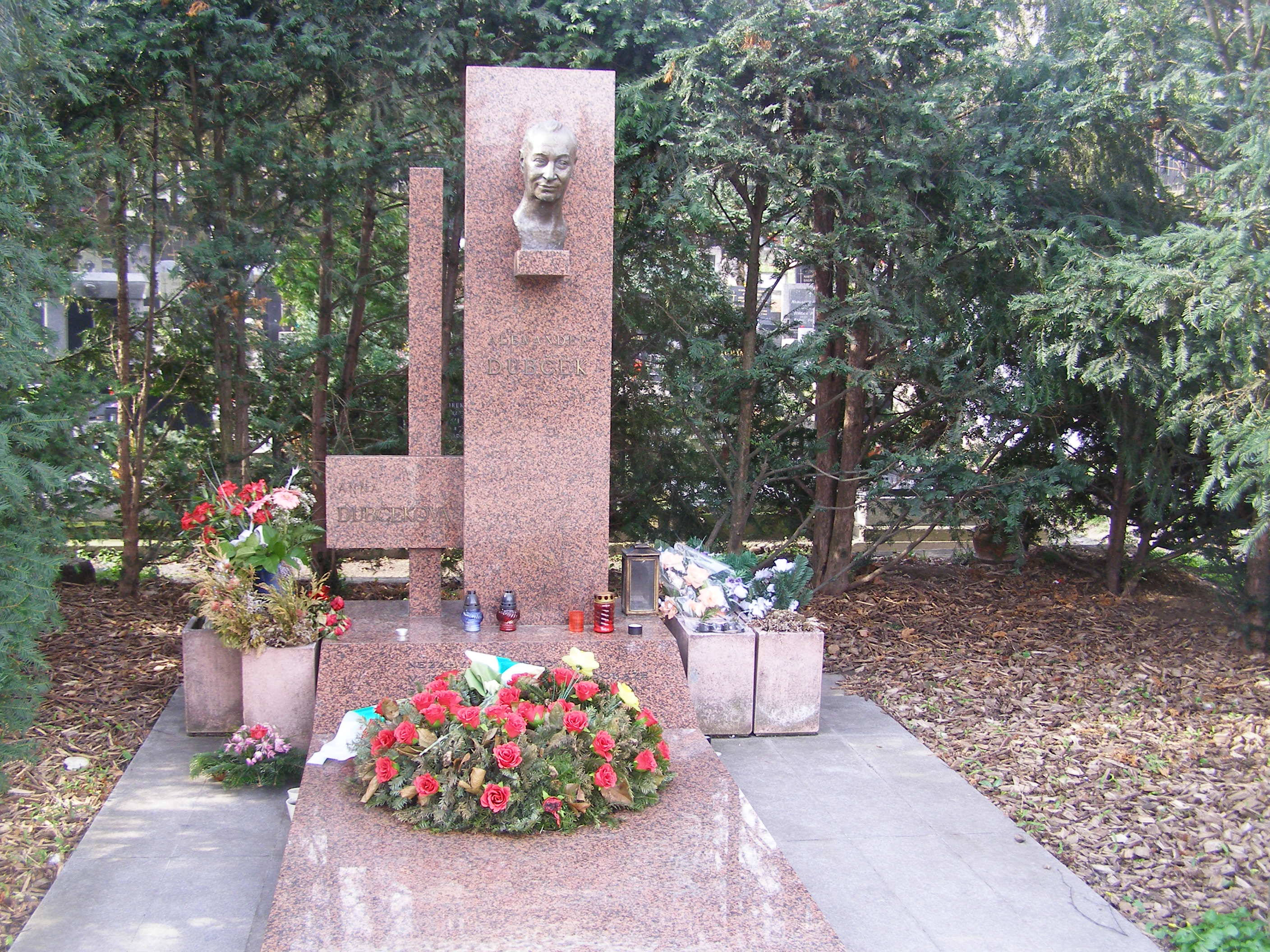
Grab von Alexander Dubček

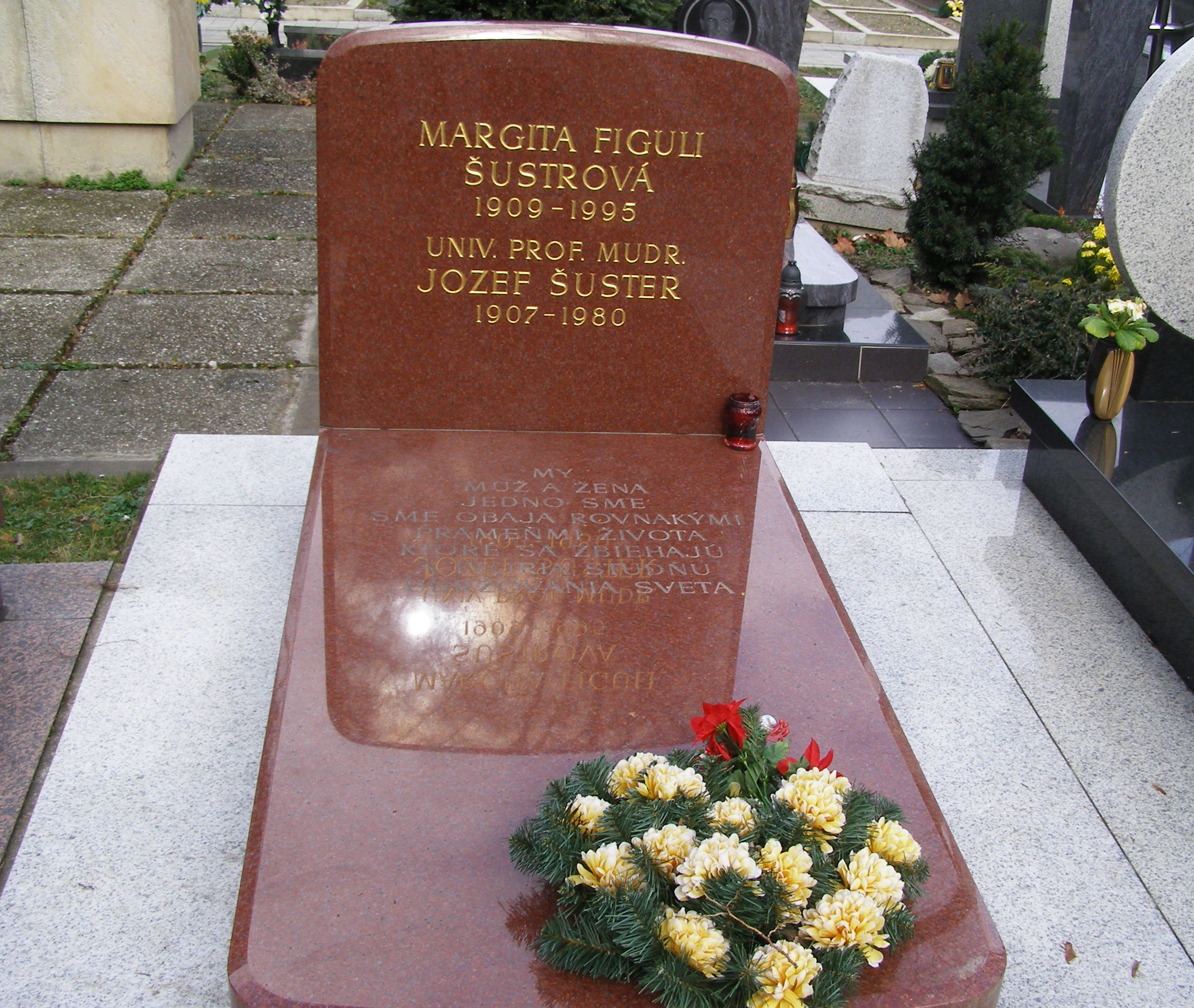
Grab von Margita Figuli

| - Janko Alexy - Ondrej Bartko - Janko Borodáč - Marek Brezovský - Ivan Bukovčan - Ján Cikker - Ján Čajak mladší - Alexander Dubček - Vladimír Dzurilla - Vladimír Fajnor - Peter Fiala - Margita Figuli - Marian Filc - Tibor Frešo - Koloman Gögh - Juraj Holčík - Mikuláš Huba - Terézia Hurbanová-Kronerová - Viera Husáková - Štefan Janšák - Mária Kišonová-Hubová - Ján Kostra | - Ivan Krajíček - Jozef Kroner - Jozef Lacko - Ján Langoš - Emil Boleslav Lukáč - Alexander Mach - Gejza Medrický - Vojtech Mihálik - Vladimír Mináč - Ondrej Nepela - Mirko Nešpor - Ľudo Ondrejov - Ján Ondruš - Dušan Pašek - Andrej Plávka - Lucia Popp - Otto Smik - Leopold Šťastný - Ľudo Zelienka |